# Cunegonde van Bohemen

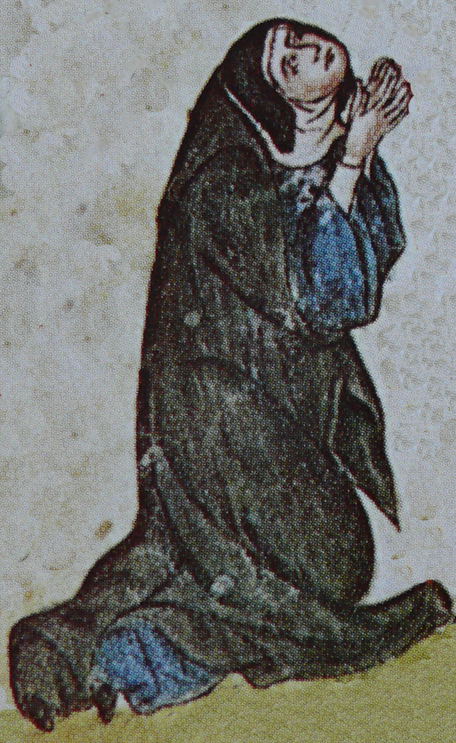
Cunegonde van Bohemen, afgebeeld als kloosterzuster.

Cunegonde van Bohemen (Praag, januari 1265 - aldaar, 27 november 1321) was hertogin-gemalin van Mazovië. Ze behoorde tot het huis der Přemysliden.

## Levensloop
Cunegonde was de tweede van vier kinderen van koning Ottokar II van Bohemen en diens tweede echtgenote Cunigonde van Slavonië. In 1277 werd ze door haar vader verloofd met Hartmann, de zoon van Rooms-Duits koning Rudolf I van Habsburg, met de bedoeling om vrede te creëren tussen het huis Habsburg en het huis Přemysliden. Omdat dit mislukte, betekende dit in 1278 het einde van de verloving tussen Cunegonde en Hartmann. Desondanks huwde haar broer Wenceslaus II in 1285 met Hartmanns zus Judith van Habsburg en haar zus Agnes in 1289 met hertog Rudolf II van Oostenrijk. Er boden zich echter geen huwelijkskandidaten aan voor Cunegonde, waardoor ze als zuster toetrad tot het Clarissenklooster van Praag. Ze verbleef er enige jaren.
Na het overlijden van koning Leszek II van Polen in 1288 claimde haar broer Wenceslaus II de Poolse troon. Dit veroorzaakte heel wat controverse en er brak een burgeroorlog uit in Polen. Een groot aantal Poolse edelen en burgers verkozen Wladislaus de Korte als nieuwe Poolse koning. Hierdoor zag Wenceslaus zich gedwongen om een alliantie te sluiten met de Poolse adel en besloot hij Cunegonde uit te huwelijken aan hertog Bolesław II van Mazovië. In 1291 vond hun huwelijk plaats. Ze kregen twee kinderen:
- Euphrosina (1292-1328/1329), huwde in 1306 met hertog Wladislaus van Auschwitz
- Wenceslaus (1293-1336), hertog van Płock

Door het huwelijk tussen Cunegonde en Bolesław bevond haar broer Wenceslaus II zich in een comfortabelere positie. Toen Wladislaus de Korte de stad Sieradz belegerde, vochten Wenceslaus II en Bolesław gezamenlijk tegen hem. De alliantie hield echter geen stand. Toen Bolesławs broer Koenraad II in 1294 zonder overlevende kinderen stierf, erfde hij slechts een klein deel van zijn gebieden, terwijl het grootste deel naar Wenceslaus ging. Bolesław was hier zeer woedend om, beëindigde zijn steun aan Wenceslaus en stuurde Cunegonde terug naar Praag. In 1302 werd hun officiële scheiding uitgesproken. 
Na haar terugkeer in Praag keerde ze terug naar het kloosterleven. Cunegonde trad als zuster toe tot het Sint-Georgeklooster van Praag, waar ze later abdis werd. Om opnieuw een alliantie te sluiten met de Poolse edelen, huwde haar broer Wenceslaus II na de dood van zijn eerste echtgenote Judith met Elisabeth Richezza, de dochter van koning Przemysł II van Polen. Toen Wenceslaus in 1305 overleed, werd hij koning van Bohemen en Polen opgevolgd door zijn zoon Wenceslaus III, die al in 1306 werd vermoord. Vervolgens werd Wladislaus de Korte de nieuwe koning van Polen.
Na het overlijden van haar broer Wenceslaus II nam Cunegonde de opvoeding op zich van zijn dochter Elisabeth, die wees was geworden. Elisabeth kwam bij haar wonen in het Sint-Georgeklooster en Cunegonde had een grote invloed op haar. Later ging Elisabeth aan het Boheemse hof wonen en in 1310 huwde ze met Jan de Blinde, die later koning van Bohemen zou worden. In 1313 stierf haar ex-echtgenoot Bolesław, waarna haar zoon Wenceslaus hertog van Płock werd. 
Cunegonde stierf in november 1321 op 56-jarige leeftijd.